# کوکب سرخ
کوکب سرخ(نام علمی: Dahlia coccinea) نام یک گونه از سرده گل کوکب است.